# Ricardo Fort
Ricardo Aníbal Fort Campa (5 de novembro de 1968 - 25 de novembro de 2013) foi um socialite, empresário e diretor de televisão argentino. Embora sua carreira tenha durado quatro anos, Fort foi uma das personalidades mais populares de seu país.

## Biografia
A empresa de confeitaria Felfort foi fundada em 1912 em Buenos Aires pelo avô de Fort, Felipe Fort, e logo se tornou uma das principais empresas de confeitaria da Argentina. O pai de Ricardo, Carlos Augusto Fort, assumiu o controle da empresa após a morte de Felipe em 1969. Ricardo Fort desenvolveu um relacionamento próximo com sua mãe, a cantora de ópera Marta Campa.

## Negócios
Fort desenvolveu negócios na indústria têxtil e de modelagem, bem como possuía a linha de roupas Fortmen.

## Teatro
| Ano  | Produção                |
| ---- | ----------------------- |
| 2010 | Fortuna                 |
| 2011 | Fortuna 2               |
| 2012 | Mi novio, mi novia y yo |
| 2013 | Fort con caviar         |

## Televisão
Em 2009, Fort participou do reality show El musical de tus sueños.[carece de fontes?]
Em 2010, Fort foi selecionado para ser um dos juízes da sétima temporada do Bailando por un Sueño 2010.[carece de fontes?]
Em 2011 trabalhou na produção teatral Fortuna 2.
| Ano  | Programa                              | Canal       | Papel        |
| ---- | ------------------------------------- | ----------- | ------------ |
| 2009 | El musical de tus sueños              | Canal Trece | Ele mesmo    |
| 2009 | Showmatch, El musical de tus sueños   | Canal Trece | Participante |
| 2010 | Showmatch, Bailando por un sueño 2010 | Canal Trece | Juiz         |
| 2012 | Fort Night Show                       | América TV  | Condutor     |

## Música
Fort lançou um single chamado No volverás no início de sua carreira.

## Vida pessoal
Em 2010, Fort revelou em entrevista ao programa de entrevistas Tienen la Palabra que seus filhos gêmeos Felipe e Marta nasceram de uma mãe substituta encontrada sob os auspícios de uma empresa na Califórnia.
Ele era abertamente bissexual.

## Morte
Fort morreu em 25 de novembro de 2013 em uma clínica de Buenos Aires, devido a uma parada cardíaca após uma hemorragia gastrointestinal. Ele estava sendo tratado por uma lesão no joelho que sofrera alguns meses antes. Ele tinha 45 anos. Poucos dias antes, ele havia sofrido uma fratura do fêmur em Miami, Flórida.